# Mycteromyiella obscura
Mycteromyiella obscura là một loài ruồi trong họ Tachinidae.